# William Trelawny (6e baronnet)
Pour les articles homonymes, voir Trelawny.
William Trelawny, 6e baronnet (vers 1722 - 11 décembre 1772), de Trelawne, en Cornouailles, est un homme politique britannique et un administrateur colonial.

## Biographie

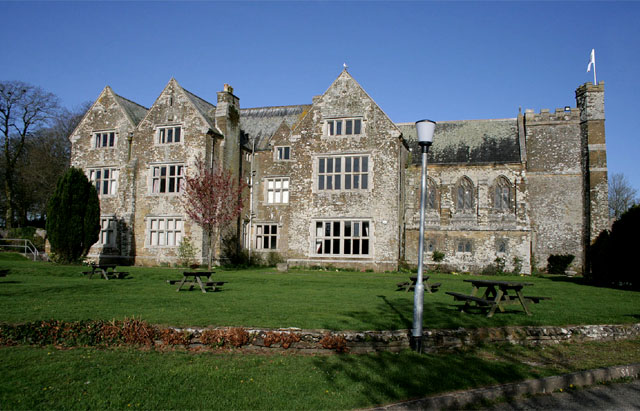
Trelawne House

Il est le fils du capitaine William Trelawny, et fait ses études à la Westminster School. Il succède à son oncle, Harry Trelawny (5e baronnet) comme baronnet en 1762, héritant du domaine de Trelawne. 
Il siège comme député de West Looe de 1757 à 1767. Il est nommé gouverneur de la Jamaïque en 1767, poste qu'il occupe jusqu'à sa mort en décembre 1772. La paroisse de Trelawny (Jamaïque) est nommée en son honneur. 
Il meurt à la Jamaïque en 1772. Il épouse sa cousine Laetitia, fille et héritière de Harry Trelawny, 5e baronnet, avec qui il a un fils et une fille. 